# Shazi, Chongqing
Shazi (kinesiska: 沙子) är en köping i sydvästra Kina. Den ligger i Shizhu härad i storstadsområdet Chongqing, omkring 180 kilometer öster om det centrala stadsdistriktet Yuzhong. Antalet invånare är 13 338. Befolkningen består av 5 697 kvinnor och 7 641 män. Barn under 15 år utgör 20,0 %, vuxna 15-64 år 68 %, och äldre över 65 år 10,0 %.